# Aleksandr Zielenkow
Aleksandr Zielenkow (ros. Александр Зеленков; ur. 22 sierpnia 1991) – rosyjski zapaśnik startujący w stylu wolnym. Drugi w Pucharze Świata w 2016. Wicemistrz Rosji w 2016 roku.